# Xiuladora occidental
La xiuladora occidental (Pachycephala fuliginosa) és un ocell de la família dels paquicefàlids (Pachycephalidae).

## Hàbitat i distribució
Habita boscos i matolls de l'Austràlia meridional i sud-occidental.

## Taxonomia
Considerada antany un grup de subespècies de Pachycephala pectoralis, passa a ser classificada com una espècie de ple dret arran trebllas com ara Joseph et al, 2014 i Joseph et al. 2020.